# Sandra Sangiao
Sandra Sánchez Sangiao (Santpedor, 30 d'abril de 1988) és cantant de música tradicional i popular dels diferents indrets on ha viatjat. És llicenciada en música moderna i jazz a l'Esmuc.
Entre els seus projectes, destaca, sens dubte, la Barcelona Gipsy balKan Orchestra, un grup de música klezmer i gitana de l'est d'Europa que s'ha convertit en un referent de l'escena World Music a Barcelona i que, en poc temps, ha aconseguit una gran projecció internacional. Han tocat en més de vint països, en llocs memorables com Porgy&Bess de Viena, Kino Šiška de Ljubljana, Teatro Parenti de Milà, CRR Concert Hall d'Istanbul, La Belleviloise de París, el Palau de la Música i l'Auditori, i en festivals com la Fira Mediterrània de Manresa, l'International Gipsy Festival (Tilburg), l'Imago Jazz Festival (Eslovènia), el Tres Culturas (Frigiliana)...
Altres projectes en què ha participat són Barcelona Gospel Messengers, Lua (duo amb la guitarrista menorquina Annabel Villalonga), Sam Lardner (com a corista), Sandra i Anaïs (duo amb la també santpedorenca Anaïs Vila Casanovas) i Bakary Keita (música mandinga).